# NGC 7407
NGC 7407 é uma galáxia espiral (Sc) localizada na direcção da constelação de Pegasus. Possui uma declinação de +32° 07' 47" e uma ascensão recta de 22 horas, 53 minutos e 21,0 segundos.
A galáxia NGC 7407 foi descoberta em 13 de Setembro de 1873 por Édouard Jean-Marie Stephan.